# Liste des choix de repêchages des Coyotes de l'Arizona
Cette liste contient tous les joueurs de hockey sur glace ayant été repêchés par les Coyotes de l'Arizona, franchise de la Ligue nationale de hockey. Les joueurs listés ci-dessus n'ont pas obligatoirement joué un match sous le maillot de l'équipe.
Elle regroupe les joueurs depuis le Repêchage de 1996 organisé par la LNH en 1995-1996, jusqu’à aujourd’hui,,. Les joueurs sont classés par année de repêchage. Les deux premières colonnes donnent le rang et le tour duquel le joueur a été repêché suivis de son nom, de sa nationalité et de sa position de jeu.

## Les repêchages d'entrée

### 1996
| No  | Tour | Nom                 | Nationalité | Position       |
| --- | ---- | ------------------- | ----------- | -------------- |
| 11  | 1er  | Dan Focht           | Canada      | Défenseur      |
| 24  | 1er  | Daniel Briere       | Canada      | Centre         |
| 62  | 3e   | Per-Anton Lundström | Suède       | Défenseur      |
| 119 | 5e   | Richard Lintner     | Slovaquie   | Défenseur      |
| 139 | 6e   | Robert Esche        | États-Unis  | Gardien de but |
| 174 | 7e   | Trevor Letowski     | Canada      | Ailier droit   |
| 200 | 8e   | Nicholas Lent       | États-Unis  | Ailier droit   |
| 226 | 9e   | Marc-Étienne Hubert | Canada      | Centre         |

### 1997
| No  | Tour | Nom                  | Nationalité | Position      |
| --- | ---- | -------------------- | ----------- | ------------- |
| 43  | 2e   | Juha Gustafsson      | Finlande    | Défenseur     |
| 96  | 4e   | Scott McCallum       | Canada      | Défenseur     |
| 123 | 5e   | Curtis Suter         | Canada      | Défenseur     |
| 151 | 6e   | Robert Francz        | Allemagne   | Ailier gauche |
| 207 | 8e   | Aleksandrs Andrejevs | Lettonie    | Défenseur     |
| 233 | 9e   | Wyatt Smith          | États-Unis  | Centre        |

### 1998
| No  | Tour | Nom                | Nationalité        | Position       |
| --- | ---- | ------------------ | ------------------ | -------------- |
| 14  | 1er  | Patrick Desrochers | Canada             | Gardien de but |
| 43  | 2e   | Ossi Vaananen      | Finlande           | Défenseur      |
| 73  | 3e   | Pat O'Leary        | États-Unis         | Centre         |
| 100 | 4e   | Ryan Van Buskirk   | Canada             | Défenseur      |
| 115 | 5e   | Jay Leach          | États-Unis         | Défenseur      |
| 116 | 5e   | Josh Blackburn     | États-Unis         | Gardien de but |
| 129 | 5e   | Robert Schnabel    | République tchèque | Défenseur      |
| 160 | 6e   | Rickard Wallin     | Suède              | Centre         |
| 187 | 7e   | Erik Westrum       | États-Unis         | Centre         |
| 214 | 8e   | Justin Hansen      | Canada             | Ailier droit   |

### 1999
| No  | Tour | Nom                | Nationalité | Position      |
| --- | ---- | ------------------ | ----------- | ------------- |
| 15  | 1er  | Scott Kelman       | Canada      | Centre        |
| 19  | 1er  | Kirill Safronov    | Russie      | Défenseur     |
| 53  | 2e   | Brad Ralph         | Canada      | Ailier gauche |
| 71  | 3e   | Jason Jaspers      | Canada      | Centre        |
| 116 | 4e   | Ryan Lauzon        | Canada      | Centre        |
| 123 | 4e   | Preston Mizzi      | Canada      | Centre        |
| 168 | 6e   | Erik Lewerström    | Suède       | Défenseur     |
| 234 | 8e   | Goran Bezina       | Suisse      | Défenseur     |
| 262 | 9e   | Alekseï Litvinenko | Kazakhstan  | Défenseur     |

### 2000
| No  | Tour | Nom                 | Nationalité | Position      |
| --- | ---- | ------------------- | ----------- | ------------- |
| 19  | 1er  | Krystofer Kolanos   | Canada      | Centre        |
| 53  | 2e   | Aleksandr Tatarinov | Russie      | Ailier droit  |
| 85  | 3e   | Ramzi Abid          | Canada      | Ailier gauche |
| 160 | 5e   | Nate Kiser          | États-Unis  | Défenseur     |
| 186 | 6e   | Brent Gauvreau      | Canada      | Centre        |
| 217 | 7e   | Igor Samoilov       | Russie      | Défenseur     |
| 249 | 8e   | Sami Venäläinen     | Finlande    | Ailier droit  |
| 281 | 9e   | Peter Fabuš         | Slovaquie   | Attaquant     |

### 2001
| No  | Tour | Nom                   | Nationalité        | Position       |
| --- | ---- | --------------------- | ------------------ | -------------- |
| 11  | 1er  | Fredrik Sjöström      | Suède              | Ailier droit   |
| 31  | 2e   | Matthew Spiller       | Canada             | Défenseur      |
| 45  | 2e   | Martin Podlešák       | République tchèque | Centre         |
| 78  | 3e   | Beat Forster          | Suisse             | Défenseur      |
| 148 | 5e   | David Klema           | États-Unis         | Centre         |
| 180 | 6e   | Scott Polaski         | États-Unis         | Ailier droit   |
| 210 | 7e   | Steve Bélanger        | États-Unis         | Gardien de but |
| 243 | 8e   | František Lukeš       | République tchèque | Ailier gauche  |
| 273 | 9e   | Severin Blindenbacher | Suisse             | Défenseur      |

### 2002
| No  | Tour | Nom             | Nationalité        | Position       |
| --- | ---- | --------------- | ------------------ | -------------- |
| 19  | 1er  | Jakub Koreis    | République tchèque | Centre         |
| 23  | 1er  | Ben Eager       | Canada             | Ailier gauche  |
| 46  | 2e   | David Leneveu   | Canada             | Gardien de but |
| 70  | 3e   | Joe Callahan    | États-Unis         | Défenseur      |
| 80  | 3e   | Matt Jones      | États-Unis         | Défenseur      |
| 97  | 4e   | Lance Monych    | Canada             | Ailier droit   |
| 132 | 5e   | John Zeiler     | États-Unis         | Ailier droit   |
| 186 | 6e   | Jeff Pietrasiak | États-Unis         | Gardien de but |
| 216 | 7e   | Ladislav Kouba  | République tchèque | Ailier gauche  |
| 249 | 8e   | Marcus Smith    | États-Unis         | Défenseur      |
| 280 | 9e   | Russell Spence  | Canada             | Centre         |

### 2003
| No  | Tour | Nom                | Nationalité | Position     |
| --- | ---- | ------------------ | ----------- | ------------ |
| 77  | 3e   | Tyler Redenbach    | Canada      | Attaquant    |
| 80  | 3e   | Dmitri Pestounov   | Kazakhstan  | Centre       |
| 115 | 4e   | Liam Lindstrom     | Canada      | Centre       |
| 178 | 6e   | Ryan Gibbons       | Canada      | Ailier droit |
| 208 | 7e   | Randall Gelech     | Canada      | Attaquant    |
| 242 | 8e   | Eduard Lewandowski | Russie      | Attaquant    |
| 272 | 9e   | Sean Sullivan      | États-Unis  | Défenseur    |
| 290 | 9e   | Loïc Burkhalter    | Suisse      | Attaquant    |

### 2004
| No  | Tour | Nom              | Nationalité | Position      |
| --- | ---- | ---------------- | ----------- | ------------- |
| 5   | 1er  | Blake Wheeler    | États-Unis  | Ailier droit  |
| 35  | 2e   | Logan Stephenson | Canada      | Défenseur     |
| 50  | 2e   | Enver Lissine    | Russie      | Ailier droit  |
| 103 | 4e   | Roman Tománek    | Slovaquie   | Ailier droit  |
| 119 | 4e   | Kevin Porter     | États-Unis  | Attaquant     |
| 168 | 6e   | Kevin Cormier    | Canada      | Attaquant     |
| 199 | 7e   | Chad Kolarik     | États-Unis  | Centre        |
| 240 | 8e   | Aaron Gagnon     | Canada      | Centre        |
| 261 | 9e   | William Engasser | États-Unis  | Ailier gauche |
| 265 | 9e   | Daniel Winnik    | Canada      | Attaquant     |

### 2005
| No  | Tour | Nom                    | Nationalité        | Position       |
| --- | ---- | ---------------------- | ------------------ | -------------- |
| 17  | 1er  | Martin Hanzal          | République tchèque | Centre         |
| 59  | 2e   | Pier-Olivier Pelletier | Canada             | Gardien de but |
| 105 | 4e   | Keith Yandle           | États-Unis         | Défenseur      |
| 148 | 5e   | Anton Kryssanov        | Russie             | Centre         |
| 212 | 7e   | Pat Brosnihan          | États-Unis         | Ailier droit   |

### 2006
| No  | Tour | Nom             | Nationalité        | Position       |
| --- | ---- | --------------- | ------------------ | -------------- |
| 8   | 1er  | Peter Mueller   | États-Unis         | Centre         |
| 29  | 1er  | Chris Summers   | États-Unis         | Défenseur      |
| 88  | 3e   | Jonas Ahnelov   | Suède              | Défenseur      |
| 130 | 5e   | Brett Bennett   | États-Unis         | Gardien de but |
| 131 | 5e   | Martin Latal    | République tchèque | Ailier droit   |
| 152 | 5e   | Jordan Bendfeld | Canada             | Défenseur      |
| 188 | 7e   | Chris Frank     | États-Unis         | Défenseur      |
| 196 | 7e   | Benn Ferriero   | États-Unis         | Attaquant      |

### 2007
| No  | Tour | Nom               | Nationalité        | Position       |
| --- | ---- | ----------------- | ------------------ | -------------- |
| 3   | 1er  | Kyle Turris       | Canada             | Centre         |
| 30  | 1er  | Nick Ross         | Canada             | Défenseur      |
| 32  | 2e   | Brett MacLean     | Canada             | Ailier gauche  |
| 36  | 2e   | Joel Gistedt      | Suède              | Gardien de but |
| 103 | 4e   | Vladimír Růžička  | République tchèque | Centre         |
| 123 | 5e   | Maksim Gontcharov | Russie             | Défenseur      |
| 153 | 6e   | Scott Darling     | États-Unis         | Gardien de but |

### 2008
| No  | Tour | Nom             | Nationalité | Position      |
| --- | ---- | --------------- | ----------- | ------------- |
| 8   | 1er  | Mikkel Bødker   | Danemark    | Ailier gauche |
| 28  | 1er  | Viktor Tikhonov | Russie      | Attaquant     |
| 49  | 2e   | Jared Staal     | Canada      | Ailier droit  |
| 69  | 3e   | Michael Stone   | Canada      | Défenseur     |
| 76  | 3e   | Mathieu Brodeur | Canada      | Défenseur     |
| 99  | 4e   | Colin Long      | États-Unis  | Centre        |
| 159 | 6e   | Brett Hextall   | États-Unis  | Centre        |
| 189 | 7e   | Tim Billingsley | Canada      | Défenseur     |

### 2009
| No  | Tour | Nom                  | Nationalité | Position       |
| --- | ---- | -------------------- | ----------- | -------------- |
| 6   | 1er  | Oliver Ekman-Larsson | Suède       | Défenseur      |
| 36  | 2e   | Chris Brown          | États-Unis  | Centre         |
| 91  | 3e   | Michael Lee          | États-Unis  | Gardien de but |
| 97  | 4e   | Jordan Szwarz        | Canada      | Ailier droit   |
| 105 | 4e   | Justin Weller        | Canada      | Défenseur      |
| 156 | 6e   | Evan Bloodoff        | Canada      | Ailier gauche  |

### 2010
| No  | Tour | Nom             | Nationalité | Position       |
| --- | ---- | --------------- | ----------- | -------------- |
| 13  | 1er  | Brandon Gormley | Canada      | Défenseur      |
| 27  | 1er  | Mark Visentin   | Canada      | Gardien de but |
| 52  | 2e   | Philip Lane     | États-Unis  | Ailier droit   |
| 57  | 2e   | Oscar Lindberg  | Suède       | Centre         |
| 138 | 5e   | Louis Domingue  | Canada      | Gardien de but |

### 2011
| No  | Tour | Nom                | Nationalité | Position      |
| --- | ---- | ------------------ | ----------- | ------------- |
| 20  | 1er  | Connor Murphy      | États-Unis  | Défenseur     |
| 51  | 2e   | Alexander Ruuttu   | États-Unis  | Centre        |
| 56  | 2e   | Lucas Lessio       | Canada      | Ailier gauche |
| 84  | 3e   | Harrison Ruopp     | Canada      | Défenseur     |
| 111 | 4e   | Kale Kessy         | Canada      | Ailier gauche |
| 141 | 5e   | Darian Dziurzynski | Canada      | Ailier gauche |
| 155 | 6e   | Andrew Fritsch     | Canada      | Ailier droit  |
| 196 | 7e   | Zac Larraza        | États-Unis  | Ailier gauche |

### 2012
| No  | Tour | Nom               | Nationalité        | Position       |
| --- | ---- | ----------------- | ------------------ | -------------- |
| 27  | 1er  | Henrik Samuelsson | États-Unis         | Centre         |
| 58  | 2e   | Jordan Martinook  | Canada             | Ailier gauche  |
| 88  | 3e   | James Melindy     | Canada             | Défenseur      |
| 102 | 4e   | Rhett Holland     | Canada             | Défenseur      |
| 148 | 5e   | Niklas Tikkinen   | Finlande           | Défenseur      |
| 178 | 6e   | Samuel Fejes      | États-Unis         | Ailier gauche  |
| 184 | 7e   | Marek Langhamer   | République tchèque | Gardien de but |
| 208 | 7e   | Justin Haché      | Canada             | Défenseur      |

### 2013
| No  | Tour | Nom                | Nationalité | Position       |
| --- | ---- | ------------------ | ----------- | -------------- |
| 12  | 1er  | Maxwell Domi       | Canada      | Centre         |
| 39  | 2e   | Laurent Dauphin    | Canada      | Centre         |
| 62  | 3e   | Yan Pavel Laplante | Canada      | Centre         |
| 133 | 5e   | Connor Clifton     | États-Unis  | Défenseur      |
| 163 | 6e   | Brendan Burke      | États-Unis  | Gardien de but |
| 193 | 7e   | Jedd Soleway       | Canada      | Centre         |

### 2014
| No  | Tour | Nom              | Nationalité | Position      |
| --- | ---- | ---------------- | ----------- | ------------- |
| 12  | 1er  | Brendan Perlini  | Angleterre  | Ailier gauche |
| 43  | 2e   | Ryan MacInnis    | États-Unis  | Centre        |
| 58  | 2e   | Christian Dvorak | États-Unis  | Ailier gauche |
| 87  | 3e   | Anton Karlsson   | Suède       | Ailier droit  |
| 117 | 4e   | Michael Bunting  | Canada      | Ailier gauche |
| 133 | 5e   | Dysin Mayo       | Canada      | Défenseur     |
| 163 | 6e   | David Westlund   | Suède       | Défenseur     |
| 191 | 7e   | Jared Fiegl      | États-Unis  | Ailier gauche |
| 193 | 7e   | Edgars Kulda     | Lettonie    | Ailier gauche |

### 2015
| No  | Tour | Nom               | Nationalité | Position       |
| --- | ---- | ----------------- | ----------- | -------------- |
| 3   | 1er  | Dylan Strome      | Canada      | Centre         |
| 30  | 1er  | Nicholas Merkley  | Canada      | Ailier droit   |
| 32  | 2e   | Christian Fischer | États-Unis  | Ailier droit   |
| 63  | 3e   | Kyle Capobianco   | Canada      | Défenseur      |
| 76  | 3e   | Adin Hill         | Canada      | Gardien de but |
| 81  | 3e   | Brendan Warren    | États-Unis  | Ailier gauche  |
| 83  | 3e   | Jens Looke        | Suède       | Ailier droit   |
| 123 | 5e   | Conor Garland     | États-Unis  | Ailier droit   |
| 183 | 7e   | Erik Källgren     | Suède       | Gardien de but |

### 2016
| No  | Tour | Nom            | Nationalité | Position  |
| --- | ---- | -------------- | ----------- | --------- |
| 7   | 1er  | Clayton Keller | États-Unis  | Centre    |
| 16  | 1er  | Jakob Chychrun | États-Unis  | Défenseur |
| 68  | 3e   | Cam Dineen     | États-Unis  | Défenseur |
| 158 | 6e   | Patrick Kudla  | Canada      | Défenseur |
| 188 | 7e   | Dean Stewart   | Canada      | Défenseur |

### 2017
| No  | Tour | Nom                   | Nationalité | Position     |
| --- | ---- | --------------------- | ----------- | ------------ |
| 23  | 1er  | Pierre-Olivier Joseph | Canada      | Défenseur    |
| 44  | 2e   | Filip Westerlund      | Suède       | Défenseur    |
| 69  | 3e   | MacKenzie Entwistle   | Canada      | Ailier droit |
| 75  | 3e   | Nathan Schnarr        | Canada      | Centre       |
| 82  | 3e   | Cameron Crotty        | Canada      | Défenseur    |
| 108 | 4e   | Noel Hoefenmayer      | Canada      | Défenseur    |
| 126 | 5e   | Michael Karow         | États-Unis  | Défenseur    |
| 128 | 5e   | Tyler Steenbergen     | Canada      | Centre       |
| 190 | 7e   | Erik Walli Walterholm | Suède       | Ailier droit |

### 2018
| No  | Tour | Nom              | Nationalité        | Position       |
| --- | ---- | ---------------- | ------------------ | -------------- |
| 5   | 1er  | Barrett Hayton   | Canada             | Centre         |
| 55  | 2e   | Kevin Bahl       | Canada             | Défenseur      |
| 65  | 3e   | Jan Jenik        | République tchèque | Ailier droit   |
| 73  | 3e   | Ty Emberson      | États-Unis         | Défenseur      |
| 114 | 4e   | Ivan Prosvetov   | Russie             | Gardien de but |
| 142 | 5e   | Michael Callahan | États-Unis         | Défenseur      |
| 145 | 5e   | Dennis Busby     | Canada             | Défenseur      |
| 158 | 6e   | David Tendeck    | Canada             | Gardien de but |
| 189 | 7e   | Liam Kirk        | Angleterre         | Ailier gauche  |

### 2019
| No  | Tour | Nom                 | Nationalité | Position      |
| --- | ---- | ------------------- | ----------- | ------------- |
| 11  | 1er  | Victor Söderström   | Suède       | Défenseur     |
| 76  | 3e   | John Farinacci      | États-Unis  | Centre        |
| 98  | 4e   | Matias Maccelli     | Finlande    | Ailier gauche |
| 107 | 4e   | Aleksandr Darine    | Russie      | Ailier droit  |
| 151 | 5e   | Aku Räty            | Finlande    | Ailier droit  |
| 174 | 6e   | Danil Savounov      | Russie      | Ailier gauche |
| 176 | 6e   | Anthony Romano      | Canada      | Centre        |
| 200 | 7e   | Axel Bergkvist      | Suède       | Défenseur     |
| 207 | 7e   | Valentin Nussbaumer | Suisse      | Centre        |

### 2020
| No  | Tour | Nom                  | Nationalité          | Position             |
| --- | ---- | -------------------- | -------------------- | -------------------- |
| 49  | 2e   | Annulé pour sanction | Annulé pour sanction | Annulé pour sanction |
| 111 | 4e   | Mitchell Miller      | États-Unis           | Défenseur            |
| 142 | 5e   | Carson Bantle        | États-Unis           | Ailier gauche        |
| 173 | 6e   | Filip Barklund       | Suède                | Centre               |
| 192 | 7e   | Elliot Ekefjard      | Suède                | Ailier droit         |
| 204 | 7e   | Ben McCartney        | Canada               | Ailier gauche        |

### 2021
| No  | Tour | Nom                      | Nationalité          | Position             |
| --- | ---- | ------------------------ | -------------------- | -------------------- |
| 9   | 1er  | Dylan Guenther           | Canada               | Ailier droit         |
| 11  | 1er  | Annulé pour sanction     | Annulé pour sanction | Annulé pour sanction |
| 37  | 2e   | Josh Doan                | États-Unis           | Ailier droit         |
| 43  | 2e   | Ilia Fedotov             | Russie               | Ailier gauche        |
| 60  | 2e   | Janis Moser              | Suisse               | Défenseur            |
| 107 | 4e   | Emil Martinsen Lilleberg | Norvège              | Défenseur            |
| 122 | 4e   | Rasmus Korhonen          | Finlande             | Gardien de but       |
| 139 | 5e   | Manix Landry             | États-Unis           | Centre               |
| 171 | 6e   | Cal Thomas               | États-Unis           | Défenseur            |
| 223 | 7e   | Samuel Lipkin            | États-Unis           | Ailier gauche        |

### 2022
| No  | Tour | Nom                | Nationalité | Position      |
| --- | ---- | ------------------ | ----------- | ------------- |
| 3   | 1er  | Logan Cooley       | États-Unis  | Centre        |
| 11  | 1er  | Conor Geekie       | Canada      | Centre        |
| 29  | 1er  | Maveric Lamoureux  | Canada      | Défenseur     |
| 36  | 2e   | Artyom Duda        | Russie      | Défenseur     |
| 43  | 2e   | Julian Lutz        | Allemagne   | Ailier gauche |
| 67  | 3e   | Miko Matikka       | Finlande    | Ailier droit  |
| 94  | 3e   | Jérémy Langlois    | Canada      | Défenseur     |
| 131 | 5e   | Matthew Morden     | Canada      | Défenseur     |
| 163 | 6e   | Maksymilian Szuber | Allemagne   | Défenseur     |
| 204 | 7e   | Adam Žlnka         | Slovaquie   | Ailier droit  |